# Omar Torrijos
Omar Efraín Torrijos Herrera, född 13 februari 1929 i Santiago i Veraguas, Panama, död 31 juli 1981 i Coclesito nära Penonomé i Coclé, var en panamansk officer och politiker. Han var landets ledare 1968–1981 (men dock inte president).

## Biografi
Torrijos var chef för Nationalgardet i Panama, och blev landets starke man efter en kupp mot president Arnulfo Arias 1968. Året därpå utsåg han sig själv till brigadgeneral och gjorde sig av med de övriga kuppledarna, och år 1972 tog han över den högsta exekutiva makten i landet, utan att formellt ha blivit president.
Torrijos styre präglades av nationalism samt sociala och ekonomiska reformer. Han förde en brutal politik mot oppositionen, men hade ett brett folkligt stöd i Panama och var en viktig personlighet i De alliansfria staternas organisation. Han bidrog med viktigt stöd till sandinisternas kamp i Nicaragua och var en av ytterst få latinamerikanska ledare som hade ett gott förhållande till Kuba. År 1977 undertecknade han Carter–Torrijos-traktaten med USA om ett övertagande av Panamakanalen 1999. Han omkom 1981, när hans flygplan havererade på väg till Coclesito med sju personer ombord. Det har spekulerats i att USA låg bakom kraschen.
Torrijos är far till Panamas senare president Martín Torrijos. Graham Greene har skrivit om Torrijos i boken Getting to Know the General (1984).